# Wilhelm Baehrens
Pour les articles homonymes, voir Baehrens.
Wilhelm Adolf Baehrens, né le 3 septembre 1885 à Groningue, Pays-Bas et mort le 23 janvier 1929 à Göttingen (Allemagne) est un philologue prussien.

## Biographie
Wilhelm Baehrens est le fils du philologue Emil Baehrens (1848-1888), professeur à l'Université de Groningue. Il suit sa scolarité secondaire dans sa ville natale puis entreprend ses études à l'Université de Groningue en philologie classique et en papyrologie. Après des séjours d'étude à Halle, Göttingen et Berlin, il obtient en 1910 un doctorat de Philologie avec la thèse Panegyricorum Latinorum editionis novae praefatio maior accedit Plinii panegyricus. Pour la publication des Homélies d'Origène qui lui est commandée en 1913 par l'Académie des Sciences et des Lettres de Bavière, il parcourt en 1915 la France, l'Italie et l'Allemagne afin de comparer les manuscrits anciens. En 1916, il est nommé professeur à l'Université de Gand.
Avec la fin de l'occupation allemande en Belgique, il est rétrogradé au rang de « collaborateur ». Grâce à ses relations, il est recruté par l'Université de Halle et nommé professeur extraordinaire en 1920. En 1922, il devient professeur à l'Université de Göttingen.
Son édition d'Origène parait de 1920 à 1925. En revanche, son édition de Fulgence demeure inachevée à cause de sa mort prématurée. Les esquisses de cette édition sont dans les archives de l'Université de Göttingen.

## Œuvre philologique (sélection)
- Panégyriques latins XII. Leipzig, 1911 ;
- Contributions à la syntaxe latine. Dans : Philologus, supplément au volume 12 (1912), p. 235-556 ;
- Minucius Felix, Octavius. Leyde, 1912 ;
- Tradition et histoire du texte latin des Homélies d'Origène. (Textes et études sur l'histoire de la littérature chrétienne des premiers siècles. 3e série, volume 12, Numéro 1, Leipzig, 1916) ;
- Studia Serviana[2] ad litteras Graecas atque Latinas pertinentia, Gand, 1917 ;
- Cornelius Labeo atque eius Commentarius Virgilianus, Gand, 1918 ;
- Œuvres d'Origène. Volume VI : Homélies sur l'Hexateuque dans la traduction de Rufin. Partie I, Leipzig 1920 ;
- Œuvres d'Origène. Volume VII : Homélies sur l'Hexateuque dans la traduction Rufin. Partie II, Leipzig 1921 ;
- Œuvres d'Origène. Volume VIII : Homélies sur Samuel I, Cantique de Salomon et Prophètes ; Commentaire sur le Cantique des Cantiques, dans les traductions de Rufin et de Jérôme, Leipzig, 1921.
- Commentaire linguistique sur le latin post-classique dans l’Appendix Probi, Halle 1922 ;

### Articles liés
- Philologie
- Philologie classique
- Emil Baehrens
- Panégyriques latins